# J.R. Celski
John Robert „J.R.” Celski (ur. 17 lipca 1990 w Monterey) – amerykański łyżwiarz szybki, dwukrotny brązowy medalista olimpijski, dwukrotny mistrz świata, medalista mistrzostw świata juniorów.
Jego największym osiągnięciem jest zdobycie dwóch brązowych medali Igrzysk Olimpijskich w Vancouver w short tracku: na dystansie 1500 m oraz w sztafecie na 5000 m. Pięciokrotny medalista mistrzostw świata 2009 w Wiedniu, w tym mistrz na 3000 m i sztafecie na 5000 m.
Jego ojciec, Robert, jest z pochodzenia Polakiem, a matka, Sue, Filipinką